# Area micropolitana di Aberdeen

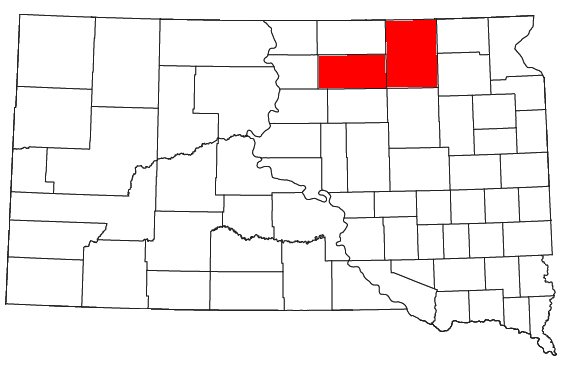
La mappa del Dakota del Sud, in rosso l'area micropolitana di Aberdeen

L'area micropolitana di Aberdeen, come viene definito dallo United States Census Bureau, è un'area che comprende due contee del Dakota del Sud, con "capoluogo" la città di Aberdeen. Al censimento del 2000, l'area micropolitana possedeva una popolazione di 39 827 abitanti (anche se una stima del 1º luglio 2009 sono 39 139 abitanti).

## Contee
- Brown
- Edmunds

## Comunità
- Centri abitanti con 20 000 o più abitanti
  - Aberdeen (città principale)

- Centri abitanti tra i 500 e i 1 500 abitanti
  - Bowdle
  - Groton
  - Ipswich

- Centri abitanti tra i 250 e i 500 abitanti
  - Hecla
  - Roscoe
  - Warner

- Centri abitanti con meno di 250 abitanti
  - Claremont
  - Columbia
  - Frederick
  - Hosmer
  - Stratford
  - Verdon
  - Westport

- Comunità non incorporate
  - Barnard
  - Bath
  - Beebe
  - Craven
  - Ferney
  - Gretna
  - Houghton
  - Huffton
  - James
  - Loyalton
  - Mansfield
  - Mina
  - Ordway
  - Powell
  - Randolph
  - Richmond

## Società

### Evoluzione demografica
Secondo il censimento del 2000, c'erano 39 827 persone.

### Etnie e minoranze straniere
Secondo il censimento del 2000, la composizione etnica dell'area micropolitana era formata dal 95,88% di bianchi, lo 0,26% di afroamericani, il 2,45% di nativi americani, lo 0,37% di asiatici, lo 0,08% di oceanici, lo 0,16% di altre razze, e lo 0,80% di due o più etnie. Ispanici o latinos di qualunque razza erano lo 0,65% della popolazione.